# Netbrum
Netbrum er en form for støj, der optræder i elektronisk udstyr som radioer og forstærkere. Støjen stammer elnettets vekselspænding. Brummet kan dels stamme fra enhedernes strømforsyning, hvis denne ikke er filtreret ordentligt, eller den kan være induceret fra nærliggende elektriske ledninger, der er omgivet af et vekslende magnetfelt. Netbrum har en frekvens svarende til elnettets (50 Hz her i landet og 60 Hz i f.eks. USA) og ofte en del harmoniske. Hvis brummet stammer fra en dårligt filtreret strømforsyning, f.eks. fordi dennes store filterelektrolytkondensator er tørret ud, kan grundfrekvensen være fordoblet. Det sker fordi de vekslende positive og negative halvperioder vendes til udelukkende positive perioder i en brokobling. I forstærkere med en udgangstransformator, skal denne helst orienteres, således at dens akse er vinkelret på transformatoren i strømforsyningen for at mindske koblingen mellem dem. 